# Sherando
Sherando és una concentració de població designada pel cens dels Estats Units a l'estat de Virgínia. Segons el cens del 2000 tenia 665 habitants.

## Demografia
Segons el cens del 2000, Sherando tenia 665 habitants, 270 habitatges, i 207 famílies. La densitat de població era de 36,5 habitants per km².
Dels 270 habitatges en un 33% hi vivien nens de menys de 18 anys, en un 57% hi vivien parelles casades, en un 12,6% dones solteres, i en un 23,3% no eren unitats familiars. En el 18,5% dels habitatges hi vivien persones soles el 6,3% de les quals corresponia a persones de 65 anys o més que vivien soles. El nombre mitjà de persones vivint en cada habitatge era de 2,46 i el nombre mitjà de persones que vivien en cada família era de 2,73.
Per edats la població es repartia de la següent manera: un 23,2% tenia menys de 18 anys, un 6,5% entre 18 i 24, un 34,1% entre 25 i 44, un 25,6% de 45 a 60 i un 10,7% 65 anys o més.
L'edat mediana era de 38 anys. Per cada 100 dones de 18 o més anys hi havia 93,6 homes.
La renda mediana per habitatge era de 38.170 $ i la renda mediana per família de 39.732 $. Els homes tenien una renda mediana de 32.500 $ mentre que les dones 23.523 $. La renda per capita de la població era de 17.218 $. Entorn del 7,7% de les famílies i el 13,7% de la població estaven per davall del llindar de pobresa.

## Poblacions més properes
El següent diagrama mostra les poblacions més properes.